# Глинське (Прилуцький район)
Гли́нське — село в Чернігівській області України, входить до складу Талалаївської селищної громади. За адміністративним поділом до липня 2020 року село входило до Талалаївського району, а після укрупнення районів входить до Прилуцького району. До 2017 року підпорядковувалось Красноколядинській сільській раді. Населення становить 22 особи, площа — 0,113 км². 
Вперше позначене на мапі 1941 року, але навіть без власної назви.